# West Stayton
West Stayton és una comunitat no incorporada al Comtat de Marion, Oregon, als Estats Units. És a quatre quilòmetres a l'oest de Stayton, i cinc milles al sud d'Aumsville. El codi postal és 97325. És part de l'Àrea Estadística Metropolitana de Salem.